# Мітилена (аеропорт)
Міжнародний аеропорт Мітилени (грец. Κρατικός Αερολιμένας Μυτιλήνης)(IATA: MJT, ICAO: LGMT) — аеропорт в Мітилені на острові Лесбос, Греція. Аеропорт має один невеликий термінал, який обслуговує як міжнародні та внутрішні рейси.

## Авіакомпанії та напрямки, вересень 2019
| Авіакомпанія                     | Пункт призначення                                                                      |
| -------------------------------- | -------------------------------------------------------------------------------------- |
| Aviolet                          | Сезонний чартер: Белград                                                               |
| Astra Airlines                   | Салоніки Сезонні: Іракліон,Мюнхен                                                      |
| Austrian Airlines                | Сезонні: Відень                                                                        |
| Corendon Dutch Airlines          | Сезонні: Амстердам, Маастрихт/Аахен                                                    |
| Eurowings                        | Сезонний: Відень                                                                       |
| Finnair                          | Сезонний: Гельсінкі                                                                    |
| Jet Time                         | Сезонний чартер: Ольборг                                                               |
| LOT Polish Airlines              | Сезонний чартер: Катовіце                                                              |
| Olympic Air                      | Афіни, Салоніки                                                                        |
| Scandinavian Airlines            | Сезонний чартер: Осло-Гардермуен                                                       |
| Sky Express                      | Афіни, Хіос (PSO), Лемнос (PSO), Родос (PSO), Самос (PSO), Салоніки Сезонний: Іракліон |
| Smartwings                       | Сезонні: Прага                                                                         |
| Smartwings Poland                | Сезонний чартер: Катовіце, Варшава-Шопен                                               |
| Thomas Cook Airlines             | Сезонний чартер: Бірмінгем, Лондон-Гатвік, Манчестер                                   |
| Thomas Cook Airlines Scandinavia | Сезонний Копенгаген, Осло-Гардермуен                                                   |
| TUI fly Belgium                  | Сезонний: Брюссель                                                                     |
| TUI fly Netherlands              | Сезонний: Амстердам                                                                    |